# Apollo Global Management

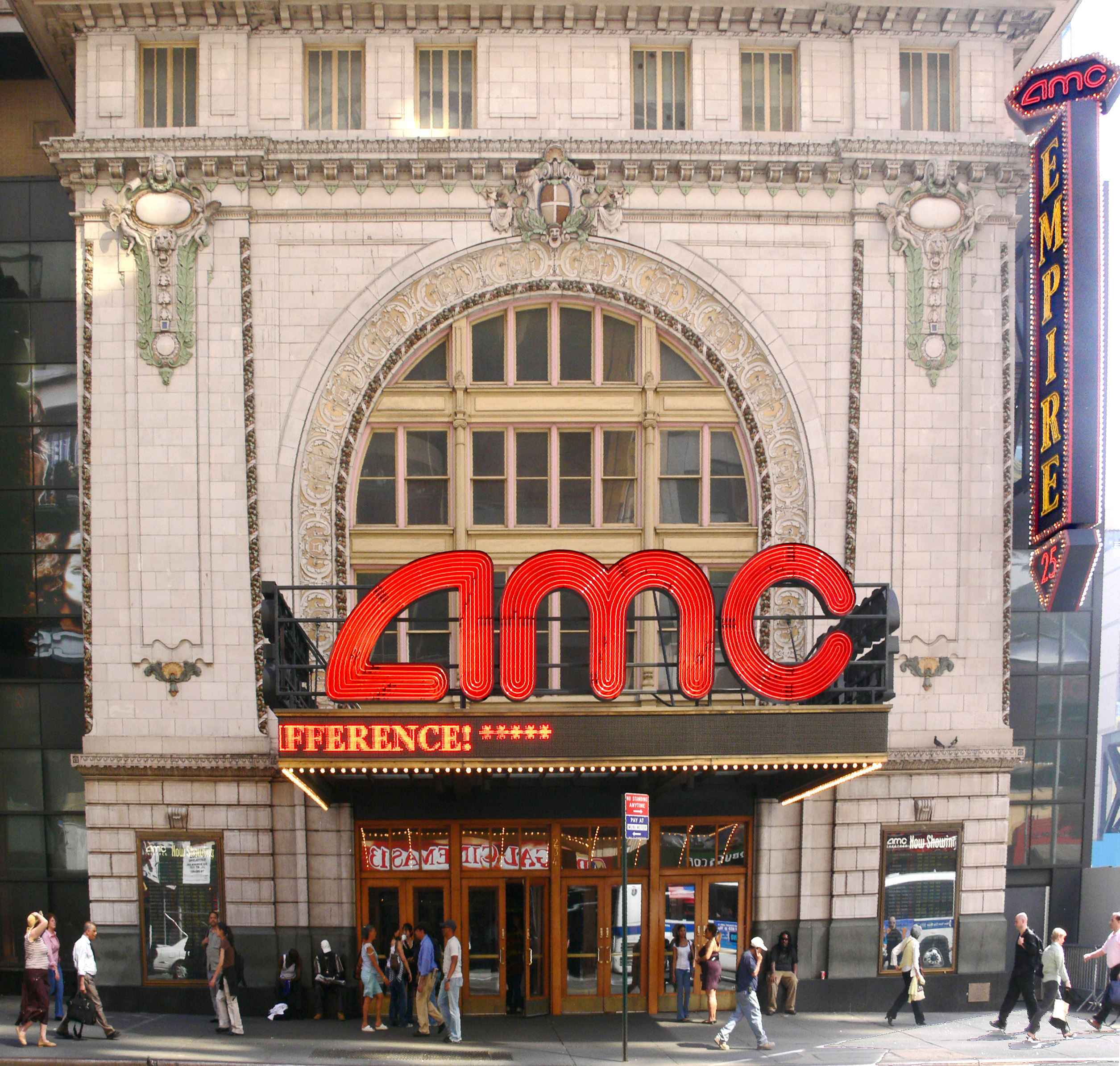
Apollo инвестировал в AMC Theaters в 2001 году и приобрел всю компанию в 2004 году.

Apollo Global Management, Inc. — американская глобальная компания по управлению альтернативными инвестициями. Она инвестирует в кредит, частный капитал и реальные активы. По состоянию на 31 декабря 2020 года под управлением компании находились активы на сумму 498 млрд долл. США, в том числе 328,6 млрд в кредите, включая мезонинный капитал, хедж-фонды, просроченные кредиты и обеспеченные кредитные обязательства, 80,7 млрд инвестированные в частный капитал, и 46,2 млрд — в реальные активы, в том числе недвижимость и инфраструктуру. Компания инвестирует деньги от имени пенсионных фондов, эндаументов и суверенных фондов, а также других институциональных и индивидуальных инвесторов. С момента создания в 1990 году фонды прямых инвестиций под управлением Apollo приносили инвесторам внутреннюю норму доходности (IRR) в размере 24 % за вычетом комиссий.
Компания Apollo была основана в 1990 году Леоном Блэком, Джошем Харрисом, и Марком Роуэном. Штаб-квартира Apollo находится в здании Солоу-билдинг на западной 57-й улице в Нью-Йорке, с офисами в Северной Америке, Европе и Азии. Среди наиболее известных компаний, в которые инвестировали средства под управлением компании, входят ADT Inc., CareerBuilder, Cox Media Group, Intrado, Rackspace, Redbox, Shutterfly, Sirius Satellite Radio, Smart & Final, University of Phoenix и Yahoo
В дополнение к своим частным фондам, Apollo управляет зарегистрированным в США публично торгуемым закрытым фондом прямых инвестиций Apollo Investment Corporation (AIC) и компанией по развитию бизнеса. AIC предоставляет мезонинный долг, приоритетные обеспеченные кредиты и инвестиции в акционерный капитал компаниям среднего размера, включая публичные компании, хотя исторически она не инвестировала в компании, контролируемые фондами прямых инвестиций Apollo.

## История
Компания Apollo, первоначально называвшаяся Apollo Advisors, была основана в 1990 году, после краха Drexel Burnham Lambert в феврале 1990 года, бывшим главой отдела слияний и поглощений Drexel Леоном Блэком вместе с другими сотрудниками Drexel. Среди наиболее известных основателей — бывший содиректор по международным финансам Джон Ханнан; работавший в высокодоходном подразделении Drexel в Лос-Анджелесе юрист Крейг Когут; и бывший руководитель отдела корпоративных финансовАртур Билге. Среди других партнеров-основателей были Марк Роуэн, Джош Харрис и Майкл Гросс, которые оба работали под руководством Блэка в отделе слияний и поглощений, и Энтони Ресслер, который работал старшим вице-президентом в высокодоходном отделе Drexel и отвечал за новый выпуск/синдикат. стол.
В течение шести месяцев после краха Drexel Apollo запустила Apollo Investment Fund LP, первый из своих фондов прямых инвестиций, созданный для инвестиций в проблемные компании. Apollo привлек около 400 миллионов долларов в виде обязательств инвесторов, основываясь на репутации Леона Блэка как видного лейтенанта Майкла Милкена и ключевого игрока в буме выкупа в 1980-х годах.
Lion Advisors (или Lion Capital) была основана в 1990 году для предоставления инвестиционных услуг Credit Lyonnais и иностранным организациям, стремящимся получить прибыль от низких цен на высокодоходном рынке. В 1992 году Lion заключила более официальное соглашение об управлении высокодоходным портфелем на сумму 3 миллиарда долларов для Credit Lyonnais, который вместе с консорциумом других международных инвесторов предоставил капитал для инвестиционной деятельности Lion. Компания Lion Advisors была заменена компанией Ares Management..

### 1990-е годы
Во время основания Apollo было мало финансирования для новых выкупов с использованием заемных средств, и вместо этого Apollo обратилась к стратегии поглощения компаний, находящихся в бедственном положении, чтобы контролировать их.. Apollo приобрел проблемные ценные бумаги, которые можно было преобразовать в контрольный пакет акций компании посредством реорганизации в связи с банкротством или другой реструктуризации. Apollo использовал проблемный долг в качестве точки входа, что позволило фирме инвестировать в такие фирмы, как Vail Resorts, Walter Industries, Culligan и Samsonite.
Аполлон приобрел доли в компаниях, которые Дрексел помог финансировать, купив высокодоходные облигации у обанкротившихся сберегательных и ссудных и страховых компаний. Apollo приобрела несколько крупных портфелей активов у американской правительственной корпорации Resolution Trust Corporation. Одна из первых и наиболее успешных сделок Apollo заключалась в приобретении портфеля облигаций Executive Life Insurance Company. Используя этот инструмент, Apollo приобрела портфель Executive Life, получив прибыль, когда стоимость высокодоходных облигаций восстановилась, но также привела к ряду проблем государственного регулирования для Apollo и Credit Lyonnais в связи с покупкой.

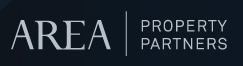
Логотип AREA Property Partners.

В 1993 году в сотрудничестве с Уильямом Маком была основана компания Apollo Real Estate Advisors для работы на рынке недвижимости США.
В апреле 1993 года Apollo Real Estate Investment Fund, LP, первый в семействе «фондов возможностей» в сфере недвижимости, был закрыт с обязательствами инвесторов на сумму 500 миллионов долларов.
В 2000 году Apollo вышла из партнерства, которое продолжило работу как Apollo Real Estate Advisers до 15 января 2009 года, когда сменило название на AREA Property Partners effective January 15, 2009. Эта фирма тогда принадлежала и контролировалась оставшимися её руководителями, включая Уильяма Мака, Ли Нейбарта, Уильям Бенджамин, Джон Джейкобссон, Стюарт Кениг и Ричард Мак..
В 1995 году Apollo запустила свой третий фонд прямых инвестиций Apollo Investment Fund III, с обязательствами инвесторов на сумму 1,5 млрд долл., включая CalPERS и пенсионный фонд General Motors. Fund III имел средние показатели среди фондов прямых инвестиций того времени., среди его инвестиций до 1998 года были: Alliance Imaging, Allied Waste Industries, Breuners Home Furnishings, Levitz Furniture, Communications Corporation of America, Dominick's, Ralphs (acquired Apollo’s Food-4-Less), Move.com, NRT Incorporated, Pillowtex Corporation, Telemundo, и WMC Mortgage Corporation.
В том же 1995 году партнер-основатель Apollo Крейг Когут покинул фирму и основал Pegasus Capital Advisors. С момента основания Pegasus привлекла 1,8 миллиарда долларов в четыре фонда прямых инвестиций, ориентированных на инвестиции в компании среднего размера, испытывающие финансовые затруднения.
В 1997 году соучредитель Apollo Тони Ресслер основал Ares Management в качестве преемника бизнеса Lion Advisors по управлению обеспеченными долговыми обязательствами.
В 1998 году, во время пузыря доткомов, Apollo создало инвестиционный фонд Apollo IV с обязательствами инвесторов на сумму 3,6 миллиарда долларов. По состоянию на 8 апреля 2008 г. фонд генерировал 10 % IRR за вычетом комиссий. Среди инвестиций, сделанных в Фонд IV (инвестированных до 2001 г.), были: Allied Waste Industries, AMC Entertainment, Berlitz International, Clark Retail Enterprises, Corporate Express (Buhrmann), Encompass Services Corporation, National Financial Partners, Pacer International, Rent-A-Center, Resolution Performance Products, Resolution Specialty Materials, Sirius Satellite Radio, SkyTerra Communications, United Rentals и Wyndham Worldwide.